# ゲット・ビハインド・ミー・サタン
『ゲット・ビハインド・ミー・サタン』（Get Behind Me Satan）は、アメリカ合衆国のロック・バンド、ザ・ホワイト・ストライプスが2005年に発表した5作目のスタジオ・アルバム。日本で先行発売された。

## 背景
まだ1曲たりともソングライティングが完成していなかった段階でレコーディングが開始され、ジャック・ホワイトが当時の自宅に設立したサード・マン・スタジオにおいて、わずか2週間でレコーディングされた。「ザ・ナース」や「フォエヴァー・フォー・ハー（イズ・オーヴァー・フォー・ミー）」といった曲ではマリンバが導入され、本作発表に伴うツアーでは、赤と白に塗られた特注品のマリンバが使用された。なお、このマリンバは2006年3月の日本公演まで使用され、2010年にはナッシュビルの洪水による被災者を救済するためにチャリティ・オークションに出されている。
「ホワイト・ムーン」と「テイク、テイク、テイク」の2曲は、女優のリタ・ヘイワースについて歌われた曲である。

## 反響・評価
バンドの母国アメリカではBillboard 200で3位に達し、グラミー賞では自身2度目の最優秀オルタナティヴ・ミュージック・アルバム賞受賞を果たした。
全英アルバムチャートでは33週チャート圏内に入り、最高3位を記録した。ドイツのアルバム・チャートでは自身初のトップ20入りを果たし、最高5位を記録。
Alex Needhamは『NME』誌のレビューにおいて10点満点中8点を付け「まず最も驚くべきなのは、全体的にギターが少ないことだ」「これはとても大胆なレコードだが、究極的には、何度も聴けば聴くほどまるで悪魔のように面白く魅惑的になっていく作品」と評している。

## 収録曲
全曲ともジャック・ホワイト作。
1. ブルー・オーキッド "Blue Orchid" – 2:37
2. ザ・ナース "The Nurse" – 3:47
3. マイ・ドアベル "My Doorbell" – 4:01
4. フォエヴァー・フォー・ハー（イズ・オーヴァー・フォー・ミー） "Forever for Her (Is Over for Me)" – 3:15
5. リトル・ゴースト "Little Ghost" – 2:18
6. ザ・ディナイアル・トゥイスト "The Denial Twist" – 2:35
7. ホワイト・ムーン "White Moon" – 4:01
8. インスティンクト・ブルース "Instinct Blues" – 4:16
9. パッシヴ・マニピュレーション "Passive Manipulation" – 0:35
10. テイク、テイク、テイク "Take, Take, Take" – 4:22
11. アズ・アグリー・アズ・アイ・シーム "As Ugly as I Seem" – 4:10
12. レッド・レイン "Red Rain" – 3:52
13. アイム・ロンリー（バット・アイ・エイント・ザット・ロンリー・イェット） "I'm Lonely (But I Ain't That Lonely Yet)" – 4:20

### 日本盤ボーナス・トラック
約3分の無音状態の後に収録。
1. フーズ・ア・ビッグ・ベイビー? "Who's a Big Baby?" – 3:21
2. ゾウ・アイ・ヒア・ユー・コーリング、アイ・ウィル・ノット・アンサー "Though I Hear You Calling, I Will Not Answer" – 3:25

## 参加ミュージシャン
- ジャック・ホワイト - ボーカル、ギター、ピアノ、マリンバ、タンブリン
- メグ・ホワイト - ドラムス、パーカッション、ボーカル、トライアングル、ベル